# Żydaczów (gmina)
Żydaczów – dawna gmina wiejska w powiecie żydaczowskim województwa stanisławowskiego II Rzeczypospolitej. Siedzibą gminy było miasto Żydaczów, które stanowiło odrębną gminę miejską.
Gminę utworzono 1 sierpnia 1934 r. w ramach reformy na podstawie ustawy scaleniowej z dotychczasowych gmin wiejskich: Cucułowce, Demenka Leśna, Demenka Podniestrzańska, Hnizdyczów, Iwanowce, Międzyrzecze, Pczany, Rogóźno, Tejsarów, Turady, Wola Lubomirska, Wolica Hnizdyczowska i Wołcniów.
Pod okupacją do gminy przyłączono wieś Pokrowce ze  zniesionej gminy Ruda.
Po II wojnie światowej obszar gminy znalazł się w ZSRR.